# Addison Alves
Addison Alves de Oliveira (Brasilia, 20 de marzo de 1981) es un futbolista hispano-brasileño. Juega de delantero y su actual equipo es el Persipura Jayapura.

## Trayectoria
Addison comenzó jugando en Brasil, su país natal. Jugó en el Clube de Ragatas Guará sub-20 en 2001, Sociedade Esportiva Santa María y Clube de Regatas Guará. Allí le surgió la posibilidad de realizar una prueba con el equipo español de la Cultural y Deportiva Leonesa, pero al ocupar plaza de extracomunitario no fichó por el equipo leonés. Posteriormente probó suerte en el UD Almería de Segunda División entrenado por Juan Martínez Casuco pero decidieron emplear la ficha de extracomunitario en otro jugador. El brasileño al no poder fichar por ningún club español de categoría nacional decidió quedarse en España y jugar en categoría regional hasta conseguir la nacionalidad española. Así pues, mientras consiguió la tarjeta de residencia estuvo jugando en el CD Onzonilla en Primera División Provincial Aficionado de León, sexta categoría del organigrama del fútbol español. Durante su estancia en Onzonilla le hicieron un contrato de trabajo como jardinero del ayuntamiento para evitar problemas de residencia.
Posteriormente pasó a Primera División Regional Aficionados de Castilla y León con el CD Huracán Z, equipo de Trobajo del Camino de la ciudad de León. En el Huracán Z estuvo las temporadas 2002/03, y en la 2003/04 logró el ascenso a Tercera División. Por motivos burocráticos no pudo jugar en Tercera, por lo que tuvo que seguir jugando en regional, esta vez con el equipo berciano Atlético Bembibre, con el cual en la primera temporada ascendió a Tercera División y en su segunda temporada el jugador logró 19 goles y quedando el equipo en quinto lugar, justo en puertas de disputar la promoción de ascenso a Segunda División B. Durante su estancia como jugador del Atlético Bembibre entrenó al equipo benjamín de las categorías inferiores. En 2005 jugó con la Selección de fútbol de Castilla y León la fase española de la V Copa de las Regiones de UEFA.
En la temporada 2006/07 dio el salto a Segunda B y fichó por la Cultural y Deportiva Leonesa. En su primera temporada con los leoneses fue una pieza importante en el equipo y en el mercado de invierno el Real Murcia CF realizó una oferta a la Cultural por el jugador pero finalmente se desestimó. En la temporada 2007/08 disputó 31 partidos y logró 10 goles.
En julio de 2008 fichó por el Hércules CF por dos temporadas. Un mes más tarde, a una semana del inicio de la competición es cedido al FC Cartagena de Segunda B, con el que consigue ascender al término de la temporada 2008/2009 a la Segunda División española.
al final de la pretemporada fue cedido al FC Cartagena donde consiguió el ascenso a Segunda "A" de la mano de Paco Jemez, en 2009 fichó por el CD Puertollano tras rescindir su contrato con el Hércules C.F., en el 2012 fichó por el recién ascendido Burgos C.F. Tuvo la mala suerte de lesionarse de gravedad estando 5 meses de baja y perdiendo más de la mitad de temporada, en el 2013 ficha por el Coruxo F.C. de Vigo, dejando la disciplina del club en el mercado de invierno e imprimiendo una nueva avetura en Indonesia donde primero firmó por el PSIS de Semarang y luego en 2014 en el Persela Lamongan de la Super Liga de Indonesia.

## Clubes
| Club                            | País      | Año           |
| ------------------------------- | --------- | ------------- |
| Sociedade Esportiva Santa María | Brasil    | 2001          |
| Clube de Regatas Guará          | Brasil    | 2002          |
| CD Onzonilla                    | España    | 2002-2002     |
| CD Huracán Z                    | España    | 2003-2004     |
| Atlético Bembibre               | España    | 2004-2006     |
| Cultural y Deportiva Leonesa    | España    | 2006-2008     |
| Hércules CF                     | España    | 2008          |
| FC Cartagena                    | España    | 2008-2009     |
| UD Puertollano                  | España    | 2009-2011     |
| Burgos CF                       | España    | 2011-         |
| Coruxo f.c                      | España    | 2012-2013     |
| Persela Lamongan                | indonesia | 2013-2014     |
| Super Power FC                  | Tailandia | 2015          |
| Navy FC                         | Tailandia | 2016          |
| Persipura Jayapura              | Indonesia | 2017-presente |